# Allan Nevins
Joseph Allan Nevins (Camp Point, 20 maggio 1890 – San Mateo, 5 marzo 1971) è stato uno storico e giornalista statunitense, noto per le sue opere sulla guerra civile americana e per le biografie su personaggi politici quali i presidenti degli Stati Uniti d'America Grover Cleveland, Hamilton Fish, Henry Ford e John D. Rockefeller.

## Biografia
Era figlio di Emma Stahl e Joseph Allan, che egli in seguito descrisse come un severo contadino presbiteriano, Suo padre era di origine scozzese e sua madre tedesca. Dopo aver studiato nella locale scuola pubblica, Nevins frequentò l'Università dell'Illinois dove ottenne una laurea in Letteratura inglese nel 1913. Sposò Mary Fleming (Richardson) nel 1916 dalla quale ebbe due figlie, Anne Elizabeth e Meredith.
Nevins scrise il suo primo libro, The Life of Robert Rogers (1914) (su un uomo di frontiera e lealista) e una storia dell'Università dell'Illinois (1917) durante un corso post laurea in quella università.
Venne assunto al New York Evening Post e al The Nation e lavorò come giornalista a New York per venti anni, continuando a scrivere libri di storia. Si dimise dal The Nation nel 1918, e dal Post circa un anno dopo la pubblicazione della sua storia ( The Evening Post: un secolo di giornalismo) nel 1922. Nel 1923 pubblicò American Social History as Recorded by British Travellers (ristampato col titolo America through British Eyes nel 1957) e The American States During and After the Revolution, 1775–1789 nel 1924. Si era dimesso dal  Post per diventare redattore letterario del New York Sun nel 1924, e successivamente lasciò quella posizione per diventare un editorialista del New York World circa un anno dopo. Nevinscontinuò la sua vasta ricerca privata nella New York Public Library e pubblicò The Emergence of Modern America, 1865–1878 nel 1927, e una biografia dell'esploratore John Charles Frémont, Frémont: The West's Greatest Adventurer nel 1928. Nel corso di un periodo di aspettativa dal suo lavoro di giornalista, Nevins ha insegnato Storia americana presso la Cornell University.
Come giornalista, Nevins seguì diverse campagne elettorali di Al Smith. Soprattutto dopo le elezioni presidenziali del 1928, che seguì per Walter Lippmann, Nevins ne uscì costernato per quello che aveva percepito come l'intolleranza e il provincialismo, il fanatismo religioso e il pregiudizio razziale nel Sud degli Stati Uniti, che come storico si contrapponeva alla libertà religiosa e alla separazione tra chiesa e stato che la stessa regione aveva portato alla nuova nazione in epoca rivoluzionaria.
Nel 1929 entrò come professore alla facoltà di storia della Columbia University, dove rimase per trent'anni fino al ritiro per limiti di età nel 1958. Nel 1931 lasciò l'attività di giornalista per dedicarsi a tempo pieno all'insegnamento e nel 1939 succedette a Evarts Boutell Greene (suo professore all'Illinois e suo mentore alla Columbia), come professore di storia. Le sue maggiori opere di questo periodo: Grover Cleveland: A Study in Courage (1932) (per la quale vinse il Premio Pulitzer, History of the Bank of New York and Trust Company, 1784-1934 (1934), Hamilton Fish: The Inner Story of the Grant Administration (1936) (per la quale vinse il secondo Pulitzer Prize), The Gateway to History (1938), una biografia in due volumi di John D. Rockefeller, The Heroic Age of American Enterprise (1940; riscritta ed ampliata A Study in Power: John D. Rockefeller, Industrialist and Philanthropist nel 1953).
Durante la seconda guerra mondiale, il professor Nevins insegnò (come professore di storia americana) alla Oxford University dal 1940 al 1941. Nel 1942 pubblicò America: The Story of A Free People (con Henry Steele Commager, revisionata e ripubblicata nel 1954). Nevins fu rappresentante speciale presso l'Office of War Information in Australia e Nuova Zelanda nel periodo 1943-1944, e nel 1945-1946 lavorò a Londra come capo ufficio affari pubblici dell'ambasciata degli Stati Uniti.
Dopo il ritorno alla Columbia, Nevins iniziò a lavorava alla sua opera multivolume sulla guerra civile americana. Il primo volume The Ordeal of Union (1947) vinse il Premio Bancroft e lo Scribners Literary Prize di 10000 $. Nel 1948 realizzò il primo programma di storia orale negli Stati Uniti, che divenne il Columbia University's Center for Oral History. Oltre alla pubblicazione di altri quattro volumi della serie sulla guerra civile americana, Nevins revisionò la biografia di  Rockefeller per mettere in miglior luce la figura del magnate. Nel 1954, con Frank Hill, pubblicò il primo di tre volumi sulla biografia di Henry Ford e sulla Ford Motor Company, Ford: The Times, the Man, and the Company.
Dal 6 maggio 1938 fino al 18 agosto 1957, condusse alla radio una trasmissione di 15 minuti dal titolo Adventures in Science, che trattava di una vasta gamma di argomenti medici e scientifici, ed era stata trasmessa come un segmento della trasmissione della CBS Adult Education Series in onda in giorni diversi, di solito nel tardo pomeriggio.
Dopo il ritiro dalla Columbia, Nevins si trasferì in California, dove lavorò come ricercatore alla Huntington Library di San Marino, ritornando ad Oxford dal 1964 al 1965. Sostenne pubblicamente John F. Kennedy nella campagna per le elezioni presidenziali del 1960 e scrisse una prefazione al libro di Kennedy Profiles in Courage. Fu a capo della Civil War Centennial Commission, edita in 15 volumi e terminò l'ultimo di otto volumi sulla guerra civile americana. Pubblicò anche Herbert H. Lehman and His Era (1963) e James Truslow Adams: Historian of the American Dream (1968).
Come storico, Nevins fu relatore di oltre 100 dottorati, pubblicò più di 50 libri e oltre 1000 articoli, essendo stato più volte presidente della American Historical Association, della Society of American Historians e della American Academy of Arts and Letters.
Nevins morì a Menlo Park nel 1971 e venne tumulato al Kensico Cemetery nella Contea di Westchester dello Stato di New York. Gli ultimi due volumi della serie sulla guerra civile americana vinsero il National Book Award sulla storia nel 1972. Storici come Ray Allen Billington scrissero Allan Nevins on History (1975) per celebrare la sua opera. Sua nipote Jane Mayer divenne anch'essa giornalista. La Society of American Historians ha istituito il premio Allan Nevins in suo onore.

## Opere pubblicate
Nevins ha scritto più di 50 libri, principalmente politica, affari e biografie concentrandosi sul XIX secolo, oltre ai molti articoli giornalistici e accademici. Le caratteristiche dei suoi libri sono state la sua vasta e approfondita ricerca e un vigoroso stile di scrittura quasi giornalistico. I soggetti delle sue biografie comprendono Grover Cleveland, Abramo Hewitt, Hamilton Fish, Henry Ford, John C. Frémont, Herbert Lehman, John D. Rockefeller e Henry White. Le biografie coprono la storia politica, economica e diplomatica degli Stati Uniti della fine dellafine del XIX secolo agli inizi del XX. La sua biografia di Grover Cleveland ha vinto nel 1933 Premio Pulitzer, allo stesso modo della sua biografia di Hamilton Fish quattro anni più tardi. Nevins ha anche pubblicato un diario con annotazioni del presidente James K. Polk e un volume di corrispondenza di Cleveland a cavallo tra gli anni 1850-1908.

### Ordeal of the Union
La sua opera maggiore è stata Ordeal of the Union (1947–71), opera in otto volumi sulle cause e lo svolgimento della guerra civile americana (morì prima che potesse affrontare la ricostruzione dell'opera, e quindi il suo capolavoro si conclude nel 1865). Resta la narrazione politica, economica e militare più dettagliata del periodo. Nevins in Ordeal of the Union dimostra una leggera ma percettibile tendenza pro Unione, proprio come Shelby Foote nei suoi tre volumi capolavoro ha una leggera ma percettibile tendenza verso la Confederazione.
Gli ultimi due volumi vinsero congiuntamente nel 1972 il National Book Award.
Nevins pianificò e partecipò alla creazione dell'opera in 13 volumi sulla storia sociale degli Stati Uniti, A History of American Life.
Il suo biografo descrisse il suo stile:
(Gerald L. Fetner)

### John D. Rockefeller
Nevins scrisse diversi libri su John D. Rockefeller e sulla sua famiglia, compresa la biografia autorizzata in tre volumi su John D. Rockefeller. Il giornalista economico Ferdinand Lundberg, successivamente criticò il punto di vista di Nevins:
(Ferdinand Lundberg)
Gli storici e i biografi che hanno seguito la linea di Nevins, nonostante queste critiche, comprendono Jean Strouse, Ron Chernow, David Nasaw, e T. J. Stiles, che hanno raccontato la vita e la carriera di figure come J. Pierpont Morgan, John D. Rockefeller, Andrew Carnegie e Cornelius Vanderbilt. Anche se questi biografi successivi non conferiscono lo status eroico ai loro biografati, hanno usato le indagini storiche e biografiche per stabilire una comprensione più complessa del passato americano, e della storia dello sviluppo economico americano in particolare.

### John F. Kennedy
Entusiastico sostenitore dell'allora senatore John F. Kennedy, Nevins scrisse la prefazione al libro di Kennedy Profiles in Courage.  Inoltre si unì al suo amico, frequente co-editore, e collega alla Columbia University, Henry Steele Commager, nell'organizzazione di  "Professors for Kennedy", un gruppo di pressione politica nella campagna per le elezioni presidenziali del 1960. Alla fine degli anni 1960 Nevins e Commager separarono il loro pensiero sulla questione della Guerra del Vietnam, una guerra alla quale Commager si oppose per motivi costituzionali, mentre Nevins ritenne necessaria nel periodo della Guerra Fredda contro il comunismo.

### Opere principali
- The Evening Post; a Century of Journalism (1922)
- The American States During and After the Revolution, 1775-1789 (1927) edizione online Archiviato il 24 maggio 2012 in Internet Archive.
- A History of American Life vol. VIII: The Emergence of Modern America 1865-1878 (1927)
- Frémont, the West's Greatest Adventurer; being a biography from certain hitherto unpublished sources of General John C. Frémont, together with his wife, Jessie Benton Frémont, and some account of the period of expansion which found a brilliant leader in the Pathfinder (1928) edizione online Archiviato il 4 giugno 2011 in Internet Archive.
- Polk: The Diary of  President, 1845–1849, covering the Mexican war, the acquisition of Oregon, and the conquest of California and the Southwest (1929)
- Henry White: Thirty Years of American Diplomacy (1930)
- Grover Cleveland: A Study in Courage (1932). Ha vinto nel 1933 il Premio Pulitzer per la biografia e autobiografia.[13]
- Letters of Grover Cleveland, 1850–1908 (1933)
- Dictionary of American Biography (1934–36); Nevins scrisse 40 articoli su Alexander Hamilton, Rutherford B. Hayes, Warren G. Harding, Calvin Coolidge, etc.
- Abram S. Hewitt: With Some Account of Peter Cooper (1935)
- Hamilton Fish; The Inner History of the Grant Administration (1936) edizione online vol 1 Archiviato il 4 giugno 2011 in Internet Archive. edizione online vol 2 Archiviato il 4 giugno 2011 in Internet Archive.
- The Gateway to History 1938. edizione online Archiviato il 4 giugno 2011 in Internet Archive.
- John D. Rockefeller: The Heroic Age of American Enterprise. 2 vols. New York: Charles Scribner's Sons (1940)
- The Emergence of Modern America, 1865-1878 (1941)
- Ordeal of the Union (1947–1971)
  - 1. Fruits of Manifest Destiny, 1847–1852;
  - 2. A House Dividing, 1852–1857;
  - 3. Douglas, Buchanan, and Party Chaos, 1857–1859;
  - 4. Prologue to Civil War, 1859–1861;
  - 5. The Improvised War, 1861–1862;
  - 6. War Becomes Revolution, 1862–1863;
  - 7. The Organized War, 1863–1864;
  - 8. The Organized War to Victory, 1864–1865
- Study In Power: John D. Rockefeller, Industrialist and Philanthropist. 2 vols. New York: Charles Scribner's Sons. (1953)
- Ford with the collaboration of Frank Ernest Hill. 3 vols. (1954–1963)